# Garrüze
Garrüze  (en francès i oficialment Garris), és un municipi de la Baixa Navarra, un dels set territoris del País Basc, al departament dels Pirineus Atlàntics i a la regió de la Nova Aquitània. Limita amb les comunes d'Amendüze-Unaso a l'est i Lüküze-Altzümarta a l'oest.

## Demografia
| 1901 | 1962 | 1968 | 1975 | 1982 | 1990 | 1999 |
| --- | ---- | ---- | ---- | ---- | ---- | ---- |
| 323 | 229  | 239  | 253  | 267  | 282  | 302  |
| A partir de 1962, el cens té en compte la població resident definida com a "Population sans doubles comptes" per l'INSEE |      |      |      |      |      |      |

## Administració
| Data d'elecció                               | Identitat         | Qualitat |
| -------------------------------------------- | ----------------- | -------- |
| Les dades anteriors a 2001 no són conegudes. |                   |          |
| 2001                                         | Noël Chohobigarat |          |